# Виктор Эммануил III
Ви́ктор Эммануи́л III (итал. Vittorio Emanuele III; 11 ноября 1869, Неаполь, Королевство Италия — 28 декабря 1947, Александрия, Королевство Египет) — третий король единой Италии нового времени с 29 июля 1900 по 9 мая 1946 года. Император Эфиопии с 9 мая 1936 по 5 мая 1941 года (формально сохранял титул до 8 сентября 1943), король Албании с 16 апреля 1939 по 8 сентября 1943 года. Первый маршал Империи (30 марта 1938). Представитель Савойской династии, единственный сын и преемник короля Умберто I. На период его правления пришёлся расцвет фашизма в Италии, при котором фактически правил Бенито Муссолини, а король превратился при нём в марионеточную фигуру. Однако в конце правления Виктор Эммануил поддержал свержение Муссолини, а после окончания Второй мировой войны отрёкся от престола.
В Италии его часто называют «король-солдат» (с итал. Re soldato) и «король-победитель» (с итал. Re della Vittoria, Re Vittorioso), поскольку на его правление пришлось участие Италии в Первой (1915—1918) и Второй (1940—1945) мировых войнах. Также Италия в этот период воевала против Османской империи в Ливии (1911—1912) и против Эфиопии (1935—1936), участвовала в гражданской войне в Испании (1936—1939), а ещё почти бескровно установила в Албании протекторат в 1939 году. Иногда Виктора Эммануила III также называют «шаболетта» (с итал. Sciaboletta — небольшая сабля) из-за его небольшого роста в 153 см.

## Полный титул
Его величество Виктор Эммануил III Фердинандо Мария Дженнаро, король Италии, король Албании, император Эфиопии, король Черногории, первый маршал империи, король Сардинии, король Кипра, Иерусалима и Армении, герцог Савойский, принц Кариньяно, принц Пьемонта, принц Онельи, принц Пойрино, принц Трино, имперский князь Священной Римской империи, принц Карманьолы, принц Монмельяна с Арбеном и Франсеном, принц-бальи герцогства Аоста, принц Кьери, принц Дронеро, принц Крешентино, принц Ривы, Кьери и Банны, принц Буски, принц Бене, принц Бра, герцог Генуи, герцог Монферрато, герцог Аосты, герцог Шабле, герцог Женевы, герцог Брешиа, герцог Пьяченцы, герцог Кариньяно Ивуа, маркиз Ивреи, маркиз Салуццо, маркиз Сузы и Чевы, маркиз Маро, маркиз Ористано, маркиз Чезаны, маркиз Савоны, маркиз Тарантезы, маркиз Боргоманеро и Куреджо, маркиз Казелле, маркиз Риволи, маркиз Пьянецца, маркиз Говоне, маркиз Салуссола, маркиз Раккониджи с Теджероне, Мильябруной и Моттуроне, маркиз Каваллермаджоре, маркиз Марене, маркиз Модана и Ланлебур, маркиз Ливорно-Феррарис, маркиз Сантии, маркиз Алье, маркиз Ченталло и Демонте, маркиз Дезаны, маркиз Гемме, маркиз Вигоне, маркиз Вильяфранки, граф Морьен, граф Женевы, граф Ниццы, граф Танда, граф Ромон, граф Асти, граф Алессандрии, граф Гочано, граф Новары, граф Тортоны, граф Боббио, граф Суасон, граф Французской империи, граф Сант-Антиоко, граф Полленцо, граф Рокбрюна, граф Тричерро, граф Байро, граф Одзеньи, граф Бардже, граф Апертоле, барон Во и Фосиньи, великий князь Монако и Ментоны, сеньор Верчелли, сеньор Пинероло, сеньор Ломеллины и Вальсесии, благородный патриций Венеции, патриций Феррары, хранитель Священной плащаницы.

## Биография

### До вступления на трон
Виктор Эммануил был человеком довольно замкнутым и молчаливым. Родители не слишком баловали его вниманием, однако постарались дать ему хорошее образование — он знал географию и историю, свободно владел английским языком (его няня была англичанкой) и неплохо играл на фортепьяно. Как и его отец и дед, увлекался охотой, но более рыбной ловлей, а также нумизматикой — после его смерти осталась одна из богатейших в мире коллекций монет, которая, по некоторым данным, до сих пор поддерживает материальное состояние Савойского дома.
В 1904 году награждён медалью британского Королевского нумизматического общества.

### Правление
В первые годы своего правления Виктор Эммануил показал себя осторожным и рассудительным политиком. Он ослабил преследование радикалов, с большим вниманием относился к инициативам премьер-министра Джованни Джолитти по усовершенствованию налоговой и судебной системы.
Во внешней политике король проявлял ту же умеренность, хотя в 1911 году уступил давлению националистов и дал ход войне с Турцией. Этот империалистический конфликт привёл к оккупации итальянцами прибрежной части Ливии.
Несмотря на традиционный союз Савойской династии с Германией и Австрией, король, вступив в 1915 году в Первую мировую войну, поддержал Антанту. Италия участвовала в войне с переменным успехом. После 11 битвы при Изонцо положение Австро-Венгрии на Итальянском фронте становилась всё хуже, потому Германская империя решила помочь своему союзнику. В решающей битве при Капоретто немецким и австрийским войскам удалось нанести сокрушительное поражение итальянцам, вследствие чего генерал Луиджи Кадорна был заменён более талантливым Армандо Диасом. В битве также использовалось химическое оружие. Однако уже к битве у реки Пьяве Италия собрала свою армию и отразила атаки австрийцев, в той битве героически проявили себя итальянские штурмовые бригады Ардити.
На Парижской конференции 1919 года «Союзники» не отдали Италии обещанные Антантой территории. Италия получила после войны очень немного (Трентино, Альто Адидже, Истрию, Триест). В Далмации и Фиуме союзники ей отказали. Это всё и привело к росту националистических настроений.
С 1922 года значение Виктора Эммануила было чисто номинальным, так как реальная власть не без его помощи перешла к Национальной фашистской партии во главе с Бенито Муссолини. Пропаганда времён фашизма откровенно оттеснила царствовавшую особу вообще за всякие рамки, его фотографии заменялись на портреты дуче, кадры с его участием вырезались из фильмов и т. п. Король никогда не возражал против решений фашистского правительства, не делал ничего, чтобы защитить лично преданных ему придворных и офицеров, подвергавшихся репрессиям (в том числе по расовому признаку после 1938 года). Это унижение короля резко отрицательно сказалось на престиже династии, хотя по свидетельствам в мемуарах графа Чиано, Муссолини раздражало, что король от души презирал фашизм; так во время визита Гитлера в Италию 3—10 мая 1938 года Виктор Эммануил не без злорадства пересказывал в высшем кругу слухи, что тот потребовал себе перед сном женщину (на деле для того, чтобы она застелила его постель), что врачи колют ему стимулирующие наркотики.
В 1936 году, после захвата Эфиопии, был провозглашён императором Эфиопии; в 1939 году, после свержения Ахмета Зогу — королём Албании (полного международного признания эти титулы не получили).
В 1938 году Виктору Эммануилу и Бенито Муссолини были присвоены звания Первых маршалов Империи, что вызвало возмущения среди монархистов, поскольку частное лицо поставило себя на один уровень с королём.
В 1941 году албанец Василь Лачи совершил неудачное покушение на Виктора Эммануила во время его визита в Албанию.
В 1943 году, незадолго до высадки войск союзников в континентальной Италии, король поддержал решение Большого фашистского совета сместить и арестовать дуче 25 июля 1943 года. Виктор Эммануил отказался от эфиопского и албанского титулов и с этого времени поддерживал союзников. После оглашения заключения мира 8 сентября, перед вводом в страну немецких войск и оккупации ими Рима бежал вначале в Бриндизи, а затем в Египет. После освобождения Муссолини фашистский режим был восстановлен и объявлен «республиканским» (Республика Сало).

### Последние годы
9 мая 1946 года 77-летний король Виктор Эммануил III, после почти полувекового царствования, отрёкся от престола в пользу уже фактически руководившего Италией сына, «майского короля» Умберто II, который носил корону только месяц и был низложен по итогам конституционного референдума. В следующем году Виктор Эммануил III, простудившись на рыбалке, умер от воспаления лёгких в Александрии, куда к нему из Болгарии переехали дочь, царица Джованна Савойская, и внук Симеон II.
- Премьер-министр Италии Джованни Джолитти
- Дуче фашизма и премьер-министр Италии Бенито Муссолини

## Семья
В 1896 году женился на Елене Черногорской (1873—1952), дочери короля Черногории Николы Петровича.
Супруги имели  пятерых детей:
- Иоланда Маргарита (1901—1986), замужем за Джоржио Карло Кальви, графом Берголо;
- Мафальда (1902—1944), замужем за Филиппом Гессенским, умерла в концлагере Бухенвальд;
- Умберто II (1904—1983), женат на Мари-Жозе Бельгийской;
- Джованна (1907—2000), замужем за царём Болгарии Борисом III;
- Мария Франческа (1914—2001), замужем за Луиджи Бурбон-Пармским.

## В популярной культуре
- В фильме «Москва — Генуя» — Андрей Файт.
- В киноэпопее «Освобождение» (1967—1971) роль короля Виктора Эммануила III исполнил советский актёр Георгий Тусузов.
- в фильме «Чичерин» (1986) — Абессалом Лория.
- В фильме («М. Сын века[англ.]», 2025) - Виченцо Немолато.